# Yoshirō Mori
Yoshiro Mori (Nomi, 14 de julho de 1937) é um político japonês que foi primeiro-ministro do Japão entre 5 de abril de 2000 a 26 de abril de 2001. Descrito como tendo "o coração de uma pulga e o cérebro de um tubarão", ele foi impopular em pesquisas de opinião durante seu mandato e é conhecido por fazer declarações polêmicas, tanto durante quanto depois de seu governo. Ele também serviu como presidente da União de Futebol de Rúgbi do Japão, bem como da União Parlamentar Japão-Coréia. Em 2014, ele foi nomeado para chefiar o comitê organizador do Jogos Olímpicos e Paraolímpicos de Verão de 2020, mas ele renunciou em fevereiro de 2021 após gafes feitas em uma reunião de comitê que foi considerada sexista.

## Primeiro-ministro
No meio de uma batalha com o líder do Partido Liberal Ichirō Ozawa, o primeiro-ministro Keizō Obuchi sofreu um derrame e hemorragia cerebral em 2 de abril de 2000 e não pôde continuar no cargo. O Gabinete realizou uma reunião de emergência e renunciou em massa. Mori, que era o secretário-geral do Partido Liberal Democrático (PLD), foi eleito presidente por unanimidade e tornou-se primeiro-ministro com os votos do PLD, Novo Komeito e Novo Partido Conservador (composto por membros que deixaram o partido de Ozawa em 3 de abril). Mori anunciou que manteria o gabinete de Obuchi no lugar.

### Gafes

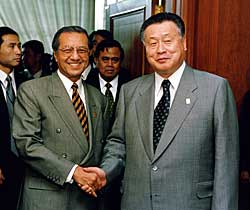
Mori com Mahathir bin Mohamad

A cobertura da mídia do mandato de Mori como primeiro-ministro foi dominada por suas gafes e comentários pouco diplomáticos. Mesmo antes de sua eleição como primeiro-ministro, ele foi descrito na mídia japonesa como tendo "o coração de uma pulga e o cérebro de um tubarão".
- Em janeiro de 2000, ele fez uma piada sobre sua campanha nas eleições de 1969: "Quando eu estava cumprimentando os fazendeiros do meu carro, todos eles entraram em suas casas. Eu me senti como se tivesse AIDS".[12]
- Em fevereiro de 2000, quando questionado sobre o problema do ano 2000 nos Estados Unidos, Mori brincou que "quando há um apagão, os assassinos sempre aparecem. É esse tipo de sociedade".[12]
- No funeral de Obuchi, Mori não conseguiu aplaudir e se curvar adequadamente diante do santuário de Obuchi, uma parte importante de um rito fúnebre tradicional japonês. Os outros líderes mundiais presentes no funeral, incluindo o então presidente dos Estados Unidos, Bill Clinton, realizaram o ritual corretamente.
- Em uma reunião de seguidores xintoístas em Tóquio em maio de 2000, Mori descreveu o Japão como "uma nação divina (kami no kuni) com o imperador em seu centro". Esta "declaração da nação divina" gerou polêmica no Japão, pois invocou a interpretação oficial do imperador como uma entidade divina durante os dias do Império japonês.[5] Dias após esta declaração, Mori questionou se o Partido Comunista do Japão poderia "garantir a segurança do Japão e defender o kokutai", usando um termo para a unidade do Japão com seu imperador divino que não tinha sido usado normalmente desde a Segunda Guerra Mundial.[13]
- Durante a eleição de junho de 2000, quando questionado sobre notícias recentes de jornais que mostravam que cerca de metade dos eleitores ainda não havia decidido em quem votar, ele respondeu que eles poderiam "passar o dia na cama".[14]
- Em outubro de 2000, durante um diálogo com o primeiro-ministro britânico Tony Blair, Mori afirmou que o governo japonês havia sugerido em 1997 que cidadãos japoneses considerados sequestrados pela Coreia do Norte fossem arranjados para serem "encontrados" em outro lugar, a fim de garantir uma normalização suave de a relação entre a Coreia do Norte e o Japão, que incomodou o Ministério das Relações Exteriores e levou a pedidos de demissão de Mori das vozes conservadoras dentro do PLD.[15]
- Em dezembro de 2000, apareceram fotos na revista semanal Shukan Gendai mostrando-o bebendo em um bar de Osaka com uma Yakuza de alto escalão.[16]
- Em fevereiro de 2001, o submarino americano USS Greeneville acidentalmente atingiu e afundou o navio pesqueiro japonês Ehime Maru durante um exercício de superfície de emergência em 9 de fevereiro de 2001, resultando em 9 alunos e professores mortos. Mori continuou a jogar golfe depois de ser informado do incidente, pelo qual foi criticado por ser politicamente surdo.
- Uma história não comprovada diz respeito à 26ª cúpula do G8 em 2000, na qual, ao se encontrar com o presidente dos Estados Unidos, Bill Clinton, Mori diria "Como vai você". Em vez disso, ele supostamente escorregou e disse "Quem é você;" Clinton respondeu "Bem, eu sou o marido de Hillary Clinton", ao que Mori respondeu "Eu também". Snopes.com relatou que isso era obviamente uma fabricação / piada de baixa qualidade e que a mesma história havia sido contada sobre Kim Young-sam vários meses antes. No entanto, foi relatado por alguns meios de comunicação tradicionais, como ABC na Australia.[17]

### Renúncia
Dois nomeados seniores de Mori renunciaram devido a escândalos de arrecadação de fundos em agosto de 2000. O índice de desaprovação de Mori se aproximou de 60% após essas renúncias.
Em novembro de 2000, com os índices de aprovação de Mori abaixo de 30%, os políticos da oposição tentaram ganhar um voto de censura contra Mori, solicitando o apoio dos rebeldes dentro do PLD. Hiromu Nonaka, o secretário-geral do partido, anulou a potencial revolta ao ameaçar expulsar quaisquer políticos do PLD que votassem a favor da medida. A votação falhou 237 a 190. Nonaka renunciou dias depois em meio a especulações de que ele desafiaria Mori pela liderança do PLD.
Perto do final do mandato de Mori, seu índice de aprovação caiu para um dígito. Em março de 2001, surgiram relatos de que Mori havia dito aos líderes do PLD sobre seus planos de renunciar. Embora ele tenha negado os relatórios, eles contribuíram para uma queda maciça nos preços do mercado de ações japonês no início da semana. Em 6 de abril, ele anunciou oficialmente sua intenção de renunciar. Junichiro Koizumi venceu a subsequente eleição de liderança do PLD e tornou-se primeiro-ministro em 26 de abril de 2001.

### Gabinetes
Mori nomeou três gabinetes. O terceiro gabinete é oficialmente referido como uma continuação do segundo gabinete, já que as mudanças ocorreram em meio a um grande realinhamento administrativo em janeiro de 2001, que eliminou vários cargos do gabinete e renomeou vários ministérios-chave.
|                                                           | Primeiro Gabinete (Abril de 2000) | Segundo Gabinete (Julho de 2000) | Segundo Gabinete, Realigned (Jan. 2001)                        | Segundo Gabinete, Realigned (Jan. 2001) |
| Secretário-Chefe de Gabinete e Desenvolvimento de Okinawa | Mikio Aoki                        | Yasuo Fukuda                     | Secretário-Chefe de Gabinete                                   | Yasuo Fukuda                            |
| Secretário-Chefe de Gabinete e Desenvolvimento de Okinawa | Mikio Aoki                        | Yasuo Fukuda                     | Reforma Administrativa, Okinawa e Territórios do Norte         | Ryutaro Hashimoto                       |
| Relações Exteriores                                       | Yōhei Kōno                        | Yōhei Kōno                       | Yōhei Kōno                                                     | Yōhei Kōno                              |
| Justiça                                                   | Hideo Usui                        | Okiharu Yasuoka                  | Masahiko Kōmura                                                | Masahiko Kōmura                         |
| Financiar                                                 | Kiichi Miyazawa                   | Kiichi Miyazawa                  | Kiichi Miyazawa                                                | Kiichi Miyazawa                         |
| Educação                                                  | Hirofumi Nakasone                 | Tadamori Oshima                  | Nobutaka Machimura                                             | Nobutaka Machimura                      |
| Saúde e Bem-Estar                                         | Yuya Niwa                         | Yuji Tsushima                    | Saúde, Trabalho e Bem-Estar                                    | Chikara Sakaguchi                       |
| Trabalho                                                  | Takamori Makino                   | Yoshio Yoshikawa                 | Saúde, Trabalho e Bem-Estar                                    | Chikara Sakaguchi                       |
| Agricultura, Silvicultura e Pescas                        | Tokuichiro Tamazawa               | Yoichi Tani                      | Yoshio Yatsu                                                   | Yoshio Yatsu                            |
| Comércio Internacional e Indústria                        | Takashi Fukaya                    | Takeo Hiranuma                   | Economia, Comércio e Indústria                                 | Takeo Hiranuma                          |
| Transporte                                                | Toshihiro Nikai                   | Hajime Morita                    | Terras, Infraestruturas e Transportes                          | Chikage Oogi                            |
| Construção                                                | Masaaki Nakayama                  | Chikage Oogi                     | Terras, Infraestruturas e Transportes                          | Chikage Oogi                            |
| Assuntos Internos                                         | Kosuke Hori                       | Mamoru Nishida                   | Gestão Pública, Assuntos Internos, Correios e Telecomunicações | Toranosuke Katayama                     |
| Correios e Telecomunicações                               | Eita Yashiro                      | Kozo Hirabayashi                 | Gestão Pública, Assuntos Internos, Correios e Telecomunicações | Toranosuke Katayama                     |
| Agência de Gestão e Coordenação                           | Kunihiro Tsuzuki                  | Kunihiro Tsuzuki                 | Gestão Pública, Assuntos Internos, Correios e Telecomunicações | Toranosuke Katayama                     |
| Agência de Defesa do Japão                                | Tsutomu Kawara                    | Kazuo Torashima                  | Toshitsugu Saito                                               | Toshitsugu Saito                        |
| Agência de Planejamento Econômico                         | Taichi Sakaiya                    | Taichi Sakaiya                   | Política Econômica e Fiscal                                    | Tarō Asō                                |
| Ambiente                                                  | Kayoko Shimizu                    | Yoriko Kawaguchi                 | Yoriko Kawaguchi                                               | Yoriko Kawaguchi                        |
| Reconstrução Financeira                                   | Sadakazu Tanigaki                 | Hideyuki Aizawa                  | Assuntos Financeiros                                           | Hakuo Yanagisawa                        |
|                                                           |                                   |                                  | Comissão Nacional de Segurança Pública                         | Bunmei Ibuki                            |
|                                                           |                                   |                                  | Conselho de Política Científica e Tecnológica                  | Takashi Sasa                            |

## Últimos anos
Depois de renunciar ao cargo de primeiro-ministro, Mori permaneceu como membro da Câmara dos Representantes, representando o 2º distrito de Ishikawa, até anunciar em julho de 2012 que não se candidataria nas eleições gerais de dezembro de 2012. Mori permaneceu um ator importante nas relações russo-japonesas após sua renúncia como primeiro-ministro devido à sua estreita relação pessoal com Vladimir Putin.